# Syseuy
Syseuy (ur. 15 lipca 1963) – laotański strzelec, olimpijczyk. 
Brał udział w Letnich Igrzyskach Olimpijskich 1980 jako jeden z sześciu reprezentantów Laosu w strzelectwie. Startował jedynie w konkurencji pistoletu dowolnego z odl. 50 m, w której zajął ostatnie, 33. miejsce (do przedostatniego Souvannego Souksavatha, również reprezentanta Laosu, stracił 21 punktów). Do zwycięzcy Syseuy miał 100-punktową stratę.

## Wyniki olimpijskie
| Igrzyska | Konkurencja            | Wynik                           | Miejsce    | Źródło |
| -------- | ---------------------- | ------------------------------- | ---------- | ------ |
| IO 1980  | Pistolet dowolny, 50 m | 481 punktów (80-81-79-85-81-75) | 33 (na 33) | [ 1 ]  |